# Richebourg (Pas-de-Calais)
Richebourg é uma comuna francesa na região administrativa de Altos da França, no departamento de Pas-de-Calais. Estende-se por uma área de 17,3 km².
É aqui que está um cemitério de portugueses que morreram na Primeira Guerra Mundial e que é actualmente Património Mundial da Humanidade.